# Perlaky Gábor (lelkész)
Perlaky Gábor (Szentlőrinc (Tolna megye), 1761. március 24. – Bezi, 1854. március 20.) evangélikus lelkész.

## Életútja
Perlaki Gábor és Ács Katának fia. Tanult Nemesdömölkön, azután Pozsonyban tizedfél, Késmárkon másfél, Debrecenben egy évig. Palotán (Veszprém megye) rektori hivatalt viselt hét negyed évig; 1787. január 17-én Bezibe (Győr megye) ordináltatott, 1790. szeptember elején Bőnybe ment első prédikátornak, 1794 tavasszal Nagybarátira (Győr megye) hívták meg; 1796-ban Nagyvázsonyba helyezték át, 1798. szeptember 8-án elbúcsúzott Nagyvázsonyban és ismét Bőnybe ment. 1804 végén Homokbödögén lett lelkész; később Kertán (Veszprém megye) és Kisbabóton (Győr megye) is volt pap. Összesen 63 évig szolgált mint pap. 1849. december 13-án nyugalomba vonult, majd Bezire költözött, ahol 1854-ben, 93 éves korában elhunyt.

## Munkái
- Atyafiságos oszlop, melyet néhai Perlaki Dávid úr hív lelki pásztornak emelt 1802. Sopron. (Költ.).
- Az Isten beszédinek első betői; a gyermekeknek és együgyüeknek kedvekért kérdésekbe és feleletekbe foglaltatva világosságra bocsátattak. Győr, 1804.
- Dr. Luther M. Kis Katekismusának útmutatása szerint a Sz. Írás mondásaival megvilágosítatott idvességnek rendje. Uo. 1805. (Édes atyja jegyzéseiből).